# Tipula malla
Tipula malla är en tvåvingeart. Tipula malla ingår i släktet Tipula och familjen storharkrankar.

## Underarter
Arten delas in i följande underarter:
- T. m. malla
- T. m. placibilis